# هفده روز
«هفده روز» (به انگلیسی: Seventeen Days) آلبومی از گروه موسیقی آلترنتیو راک تری دورز داون است که در سال ۲۰۰۵ میلادی منتشر شد.